# Nagrada Republike Slovenije na področju šolstva
Nagrade Republike Slovenije na področju šolstva so leta 1994 nadomestile Žagarjeve nagrade, poimenovane po učitelju in narodnem heroju Stanetu Žagarju, ki so se podeljevale od leta 1966 za izjemne dosežke ali pa za življenjsko delo na področju  vzgoje in izobraževanja. Žagarjeve nagrade so leta 1966 obnovile nagrade, ki jih je zaslužnim prosvetnim delavcem leta 1957 in 1958 podeljeval Svet za šolstvo LR Slovenije.
Vsako leto podelijo do 11 nagrad posameznikom ali inštitucijam, ki so dejavni na poljih predšolske vzgoje, obveznega osnovnega šolstva, osnovnega glasbenega šolstva, izobraževanja in usposabljanja otrok in mladostnikov s posebnimi potrebami, srednjega šolstva, izobraževanja odraslih, višjega in visokega šolstva, dijaških in študentskih domov, šolstva pripadnikov madžarske in italijanske narodnostne skupnosti in Romov, šolstva pripadnikov slovenske manjšine v Italiji, Avstriji in na Madžarskem ter dopolnilnim poukom slovenskega jezika in kulture za Slovence po svetu.

## Nagrajenci
- 2023:[1] Dragica Pešaković, Ivan Lorenčič, Amalija Žakelj, Marjan Šimenc, Mitja Slavinec, Inge Breznik, Darko Zupanc
- 2022[2]: Damijana Gustinčič, Marjetka Bizjak, Miha Boltežar,  Jelena Horvat, Štefan Istvàn Varga, Nermin Bajramović, Uroš Ocepek, Sonja Rutar, Mirko Prosen, osnovna šola Milke Šobar – Nataše, Ivan Florjanc
- 2021[3]: Radica Slavković, Nives Počkar, Dragica Motik, Jožko Lango, Polonca Legvart, Samo Kralj, Jelena Sitar Cvetko, Aksinija Kermauner, Tanja Možina, Andreja Duhovnik Antoni
- 2020[4]: Milena Brusnjak, Jožica Frigelj, Albin Vrabič, Jurka Lepičnik Vodopivec, Ivanka Stopar, Natalija Čerček, Katarina Virant Iršič, Biotehniški izobraževalni center Ljubljana, Mojca Juriševič, Branka Jurišič, Razlagamo.si
- 2019: Društvo BRAVO,  Katja Gruber, Branka Kovaček, Nina Jelen, Maja Ahačič, Marjana Kolenko, Mojca Dimec, Lidija Golc, Igor Saksida, Boris Aberšek, Bojan Dekleva
- 2018: Tatjana Gulič, Darja Štiherl, Zdenka Keuc, Bogdan Zdovc, Alojz Razpet, Zdenko Kodelja, Saša Aleksij Glažar, Metod Resman, Mitja Krajnčan, Tanja Vilič Klenovšek, Vladimir Wakounig
- 2017: Mladen Kopasić, Ivan Dović, Majda Schmidt Krajnc, Bogdana Borota, Mojca Čepič, Justina Erčulj, Marta Korošec, Stane Berzelak, Majda Šlajmer - Japelj, Janko Strel
- 2016: Helena Fojkar Zupančič, Breda Forjanič, Osnovna šola Bistrica ob Sotli, Javni zavod Park Škocjanske jame, Slavko Gaber, Rajko Šugman, Sonja Pečjak, Črtomir Frelih, Darjo Felda, Olga Rupnik Krže, Marko Strle
- 2015: Mojca Zupan, Branka Potočnik Krajnik, Anton Baloh, Frančiška Al-Mansour, Andrej Podobnik, Alenka Kobolt, Marija Kavkler, Majda Cencič, Marjeta Gašperšič, Center za usposabljanje, vzgojo in izobraževanje Janeza Levca v Ljubljani, Teodor Domej
- 2014: Ksenija Trotovšek Brlek, Maja Cilenšek, Svetlana Lučka Joksić, Hiša eksperimentov, Marjan Prevodnik, Anton Šepetavc, Janez Demšar, Ivan Gerlič, Vida Medved Udovič, Zvonka Pangerc Pahernik, Aleksander Vališer
- 2013: Vrtec Vodmat Ljubljana; Marija Mahne, Marinka Šuštar; Majda Škrinar Majdič, Damijan Močnik, Marina Rugelj; Lucija Čok, Zdenko Medveš, Mara Cotič; Ida Srebotnik; Franci M. Kolenec
- 2012: Jožica Pantar, Magdalena Bobek, Marija Zupan, Karla Zajc Berzelak, Olga Dečman Dobrnjič, Miran Hladnik, Andrej Brodnik, Igor Dekleva, Andragoški zavod Maribor, Društvo za izobraževanje za tretje življenjsko obdobje
- 2011: Ljudmil Rus, Doroteja Jelenc, Marko Razpet, Robert Kroflič, Helena Kozar, Viljem Vesenjak, Irma Lipovec, Rožana Koštiál, Marjana Zupančič, Gabrijela Hauptman
- 2010: Suzana Antič, Terezija Draginc, Jožefa Polanc, Valentin Kubale, Tomaž Janez Geršak, Peter Glavič, Simona Tancig, Vida Mohorčič Špolar, Ksenija Preželj, Darinka V. Kabelka, Loredana Sabaz, Valerija Perger
- 2009: Ivana Leskovar, Aleksandra Pirkmajer Slokan, Martin Dušič, Vinko Cuderman, Štefan David, Izidor Hafner, Ljubica Marjanovič Umek, Breda Kroflič, Mojca Kovač Šebart, Marijan Lačen, Miroslava (Mirka) Brajnik
- 2008: Dane Katalinič, Mojca Starešinič, Majda Jurkovič, Verena Koch, Anton Gams, Mirjana Pretnar, Anton Kotar, Jože Horvat, Miroslav Kališnik, Lucia Barei, Igor Štuhec
- 2007: Betka Vrbovšek, Revija Ciciban, Jožek Horvat Muc, Zmagoslav Barič, Miro Bornšek, Alojz Širec, Ljubica Podboršek, Jan Ulaga, Mirko Slosar, Franc Pediček
- 2006: Nada Verbič, Marija Meta Budnar, Sonja Peternel, Edvard Trdan, Boža Krakar Vogel, Pavel Zgaga, Martin Kramar, Breda Podboj, Frančišek Okorn, Egidija Novljan, Magdalena Frančiška Božnar
- 2005: Božena Bratuž, Marija Grginič, Osnovna šola Brežice, Tatjana Koren, Helena Fortič, Jožko Battestin, Alenka Knez, Valentin Peternel, Primož Kuret, Roman Brvar, Jožica Bezjak
- 2004: Metka Čas, Drago Ivanšek, Mojca Samardžija, Slavko Deržek, Edvard Majaron, Gabrijela Čačinovič Vogrinčič, Olga Drofenik, Ivan Škoflek, Erika Glanz, Aleksandra Čeferin, Marijan Prosen
- 2003: Laura Salama Giachin, Janko Koren, Meta Puklavec, Milan Meža, Dragica Čadež Lapajne, Jože Duhovnik, Peter Raspor, Stane Košir, Stanislava Sostič Čuk, Tomaž Skulj, skupina avtoric Nana Cajhen, Nevenka Drusany, Dragica Kapko Bakič, Martina Križaj Ortar, Marja Bešter Turk
- 2002: Štefanija Meršnik, Leopold Sever, Marinka Marovt, Alenka Vilfan Kozinc, Dušan Kaplan, Marija Tome, Franček Lasbaher, Jože Vauhnik, Helga Glušič, Darij Pobega, Ivan Kejžar
- 2001: Tatjana Vonta, Saša Tomažič, Alenka Aškerc Mikeln, Jože Zupančič, Marjan Štrancar, Stanko Šimenc, Herta Orešič, Cveta Razdevšek Pučko, Ivan Marin, Ema Škerjanc Ogorevc, Dušana Findeisen
- 2000: Erika Jovanovski, Amalija Ljuba Novak, Sonja Zofija Mirtič, Marjan Polanec, Davorin Žitnik, Peter Legiša, Jurij Kunaver, Jurij Kržnič, Vinko Skalar, Jasna Dominko Baloh, Evgen Titan
- 1999: Emilija Pešec, Tone Pfajfar, Karel Šmigoc, Viktorija Slabe, Tomaž Šegula, Janez Šušteršič, Metka Zevnik, Mira Avsec, Božidar Kranjčič, Živa Gruden, Bogomil Jakopič
- 1998: Katja Makarovič, Lucija Selan, Cvetko Budkovič, Miha Mohor, Alfonz Vreznik, Anton Skok, Božidar Opara, Nada Pertot, Jože Flašker, skupina učiteljev in sodelavcev pedagoške fakultete v ljubljani na področju naravoslovja: Barbara Bajd, Janez Ferbar, Saša Aleksij Glažar, Matjaž Jaklin, Dušan Krnel, Danica Mati, Darja Skribe Dimec, Anton Moljk (66 predlogov)
- 1997: Marija Dornik, Jože Zupan, Tomaž Habe, Zavod za usposabljanje invalidne mladine v Kamniku, Gregor Pavlič, Valentin Pivk, Sonja Klemenčič, Meta Grosman, Zinka Zorko, Angela Klanšek, Katica Kovač, Marija Markež (44 predlogov)
- 1996: Ana Četkovič Vodovnik, Vzgojnoizobraževalni zavod Frana Milčinskega Smlednik, Mira Turk Radikovič, Janez Bitenc, Marija Gabrijelčič, Genija Lipar Kadunc, Milan Marušič, Franc Savnik, Jurij Jug, Andrej Šalehar, Vladimir Klemenčič (33 predlogov)
- 1995: Milena Bertoncelj, Zavod za usposabljanje slušno in govorno motenih iz Ljubljane, Edvin Švab, Viljenka Jalovec, Dušica Kunaver, Franc Černigoj, Vesna Falatov, Mirjam Perovič, Zoran Jelenc, Milan Divjak, Ana Zlata Dragaš (33 predlogov)
- 1994: Ljudmila Žalik in Ignac Žalik, Alenka Knez, Breda Oblak, Dušan Parazajda, Slavko Brinovec, Silvo Fatur, Marija Velikonja, Ivan Toličič, Jože Lep, Nadia Vidovich, Franc Kukovica (43 predlogov)
- V letih 1991-1993 se nagrada ni podeljevala.
- 1990: Tilka Jan, Franjo Karažinec, Irena Velkavrh, Tone Turičnik, Barica Marentič Požarnik, Terezija Uran, Marija Šemrl (23 predlogov, 21.000.000 din), priznanja: Glasbena matica v Trstu, Slovenski šolski muzej, Srednja vzgojiteljska šola v Ljubljani (25.000.000 din)
- 1989: Joža Ferjančič, Stane Florjančič, Berta Golob, Karel Kordeš, Jože Prelog, France Režun, France Strmčnik (31 predlogov, 8.000.000 din), priznanja: OŠ France Bevk v Ljubljani, Srednja šola za gostinstvo in turizem v Mariboru, Mladi rod, mladinski list na avstrijskem Koroškem (7.000.000 din)
- 1988: Danica Cedilnik, Jože Dolinšek, Jože Filo, Ana Krajnc, Bojan Pavletič, Ivan Vidav, Pavla Zdovc (30 predlogov, 2.000.000 din), priznanja: OŠ v Zavodu za revmatične in srčne rekonvalescente za mladino dr. Marko Gerbec, Šentvid pri Stični, Visoka ekonomsko-komercialna šola v Mariboru, Zveza organizacij za tehnično kulturo Slovenije (3.000.000 din)
- 1987: Irena Levičnik, Janez Karlin, Nives Rustja, Janez Sagadin, Marija Skledar, Jožica Kavčič, [[Ada Vidmar (24 predlogov, 700.000 din), priznanja: OŠ Postojna, Srednja šola Edvarda Kardelja Ravne na Koroškem, Uredništvo izobraževalnih oddaj pri Radiu Ljubljana (1.500.000 din)
- 1986: Lea Brodnjak, Milan Kabaj, Vera Kušljan, Stanko Londrant, Marica Nakrst, Jože Valentinčič, Ivan Žele (31 predlogov, 360.000 din), priznanja: Center za glasbeno vzgojo Koper, OŠ bratov Ribarjev Brežice, Srednja šola tehniških strok Franc Leskovšek - Luka v Ljubljani
- 1985: Marija Brezovar, Leopold Kejžar, Janez Kerčmar, Vida Kovač, Franc Lazarini, Franc Pečnik, Vera Vezovnik (42 predlogov, 200.000 din), priznanja: celodnevna OŠ 25. maj, Prestranek, celodnevna OŠ Gorenjskega odreda v Žirovnici, Železarna Ravne na Koroškem
- 1984: Joško Budin, Boris Feldin, Lojze Gobec, Justi Kavšek, Janez Kuhar, Ivan Štalec, Branko Vesel (37 predlogov, 120.000 din), priznanja: OŠ dr. Janeza Mencingerja Bohinjska Bistrica, OŠ Slavka Šlandra Prebold, Zavod za delovno usposabljanje mladine Črna na Koroškem
- 1983: Vikica Kos, Drago Ocepek, Janez Pešec, Emil Rojc, Marija Vogrič, Albin Završnik, Martin Zorič (32 predlogov, 50.000 din), priznanja: OŠ Karel Destovnik Kajuh, pedagogi v UKC Ljubljana, Zavod za varstvo in delovno usposabljanje mladine dr. Marijana Borštnarja v Dornavi
- 1982: Cilka Dimec Žerdin, Franc Forstnerič, Drago Glogovšek, Jožica Jagodic, Vojko Lovše, Mimica Pelcl, Jurče Vraže (36 predlogov, 40.000 din), priznanja: Celodnevna osnovna šola Trbovlje, Zavod za usposabljanje Janez Levec Ljubljana, Komisija za tisk ... pri društvu matematikov, fizikov in astronomov SRS
- 1981: Stane Habe, Ivanka Milovanovič, Tanja Plemenitaš, Hrabroslav Pramelč, Vesela šola pri Pionirskem listu (France Demšar, Maksa Kalin, Božo Kos, Suzana Šoster), Mira Voglar, Truda Žoher Durjava (24 predlogov, 40.000 din), priznanja: Gimnazija Črnomelj, Osnovna Šola Dante Alighieri Izola, Osnovna šola Vuzenica
- 1980: Vida Blažko, Franc Fister, Severin Golmajer, Milena Kokotec, Stane Kranjc; priznanja: celodnevna OŠ 7. maj, Dobova, OŠ Katja Rupena, Novo mesto, revija Otrok in družina (32 predlogov za nagrade, 10 za priznanja, 40.000 din)
- 1979: Mija Artač, Vladimir Bračič, Janez Drnovšek, Jože Geršak, Avgustin Lah, Vida Matičetova; priznanja: Zavod za slepo in slabovidno mladino, Svet za delo s pionirji pri Občinski zvezi prijateljev mladine Trbovlje, učiteljski kolektiv dvojezične osnovne šole Drago Lugarič, Lendava (16 predlogov za nagrade, 4 za priznanja, 35.000 din)
- 1978: Janez Grašič, Miran Hasl, Aleksandra Kornhauser, Frane Mohorko, Marija Operčkal, Svetoslava Zorč (31 predlogov, 30.000 din)
- 1977: Vida Herman, Danica Jandl, Jože Kocijan, Viktor Krenčič, Miro Lužnik, Egon Mihelič (17 predlogov, 20.000 din)
- 1976: Slavko Brataševec, Karel Kos, Franc Munih, Frane Turičnik, Učiteljski pevski zbor Emil Adamič (10 predlogov, 20.000 din)
- 1975: Marica Dekleva Modic, Festival Kurirček, Boris Lipužič, Marta Paulin Schmidt - Brina, Marija Volf, Milan Vrtačnik (9 predlogov, 16.000 din)
- 1974: Marija Koman, Živa Kraigher, Milica Lugarič, Stane Mihelič, Rezka Pirc, Leopold Zemljak, Slavica Zirkelbach (14 predlogov, 10.000 din)
- 1973: Breda Cilenšek, Janko Černut, Anton Golčer, Vilko Kolar, Srečko Rot, Marjanca Šeme, Avgust Šuligoj, Dina Urbančič (20 predlogov, 8000 din)
- 1972: Mara Burja, Jože Jurančič, Franjo Klojčnik, Milena Kos, Danica Marion, Vladimir Močan, Tone Troha, Drago Vončina (26 predlogov, 8000 din)
- 1971: Ivan Knez, Desa Mušič, Drago Pahor, Vida Rudolf, Marija Saje, Andrej Šavli, Iva Šegula (20 predlogov, 8000 din)
- 1970: Tilka Blaha, Stanko Gogala, Zora Kolar, Fran Roš, Venceslav Winkler, Ivan Vokač, (Pavel Kunaver)[5] (31 predlogov, 7000 din)
- 1969: Anica Dolanc, Tone Ferlinc, Peter Martinc, Marijan Pavčič, Nanka Pučko (36 predlogov, 500.000 din)
- 1968: Ivan Bertoncelj, Miroslav Faletov, Lea Smasek, Anka Zevnik, Albert Žerjav (15 predlogov, 400.000 S din)
- 1967: Dušan Bavdek, Jože Brilej, Vladimir Cvetko, Jože Povšič, Henrik Zdešar (37 predlogov, 400.000 S din)
- 1966: Franček Bohanec, Slavica Božič, Venceslav Čopič, Nada Vreček, France Ostanek (39 predlogov, 300.000 S din)[6]
- 1958: Simon Gorišek, Bela Horvat, Draga Humek, Miroslav Kokolj, Pavel Kunaver, Albin Ogorelec, Helena Puhar, Franc Sušnik, Rudi Završnik
- 1957: Vladimir Batič, Mirko Brumen, Avgust Gojkovič, Vlado Mušič, Lado Smrekar, Gustav Šilih, Jože Unverdorben